# Las Campanas-observatorium

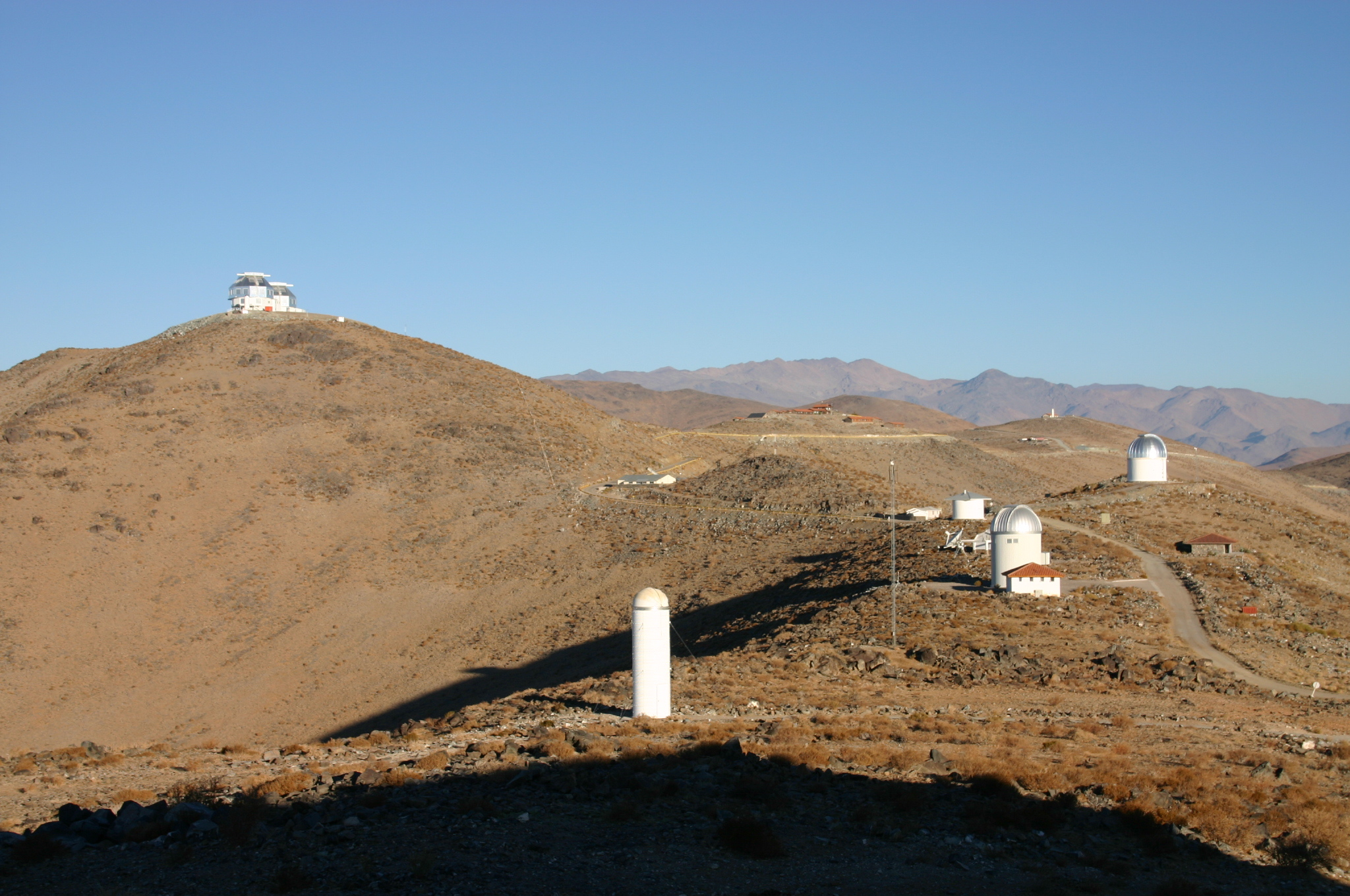
Aanblik vanaf de Irénée du Pont-telescoop: Op de heuvel links staan de beide Magellan-telescopen, vooraan een seeing-toren (waarmee de stabiliteit van de atmosfeer wordt gemeten) daarachter de Warschause telescoop en een 13"-refractor, rechts de Henrietta Swope Telescoop

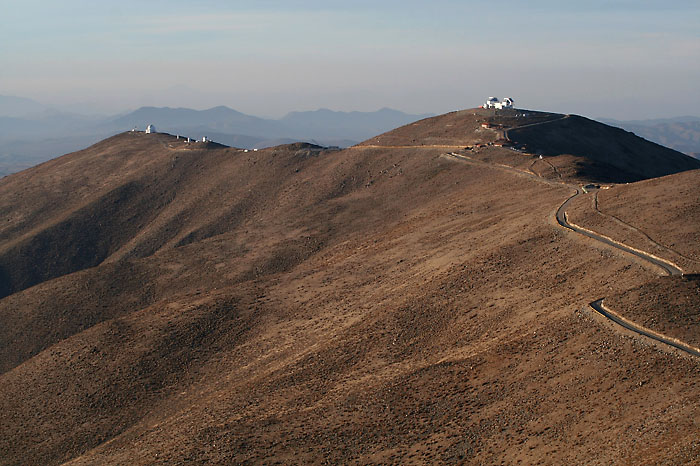
Rechts vooraan staan de beide Magellan-telescopen, links achteraan de Irénée du Pont-telescoop.

Las Campanas-observatorium of Observatorio Las Campanas is een astronomisch observatorium van de Carnegie Institution of Washington 100 km ten noordoosten van La Serena in Chili. Het herbergt een reeks spiegeltelescopen. De grootste instrumenten zijn de beide Magellan-telescopen met een spiegeldiameter van elk 6,5 meter. Daarnaast is er de Irénée du Pont-telescoop van 2,5 meter en de Henrietta Swope-telescoop van 1 meter.
De Irénée du Ponttelescoop kan met de volgende instrumenten worden gebruikt:
- Direct CCD Camera
- Wide Field IR Camera
- Wide Field Reimaging CCD Camera
- Boller & Chivens Spectrograph (Slit Spectrograph)
- Echelle-Spectrograph
- ModSpec, een spectrograaf die ook bij de Henrietta Swopetelescoop gebruikt kan worden.

De Henrietta Swopetelescoop kan met de volgende instrumenten gebruikt worden:
- Direct CCD Camera
- HgCdTe Infraroodcamera
- ModSpec Slit Spectrograph

Verder staan er nog de telescoop van de Universiteit van Warschau en een 13-inch refractor.

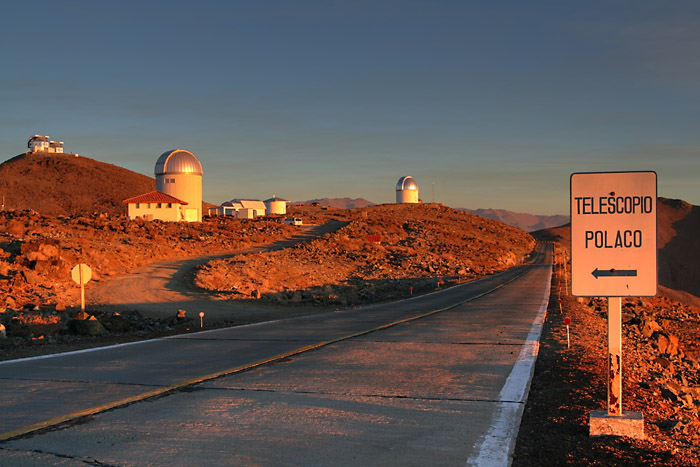
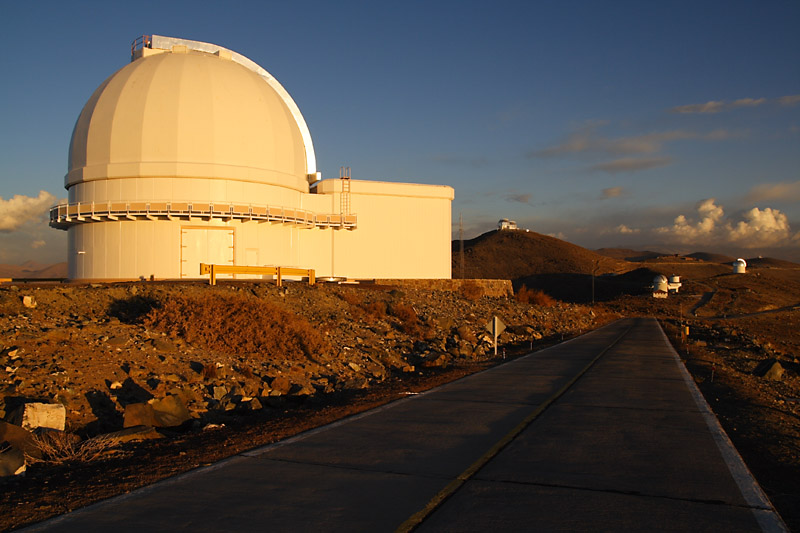
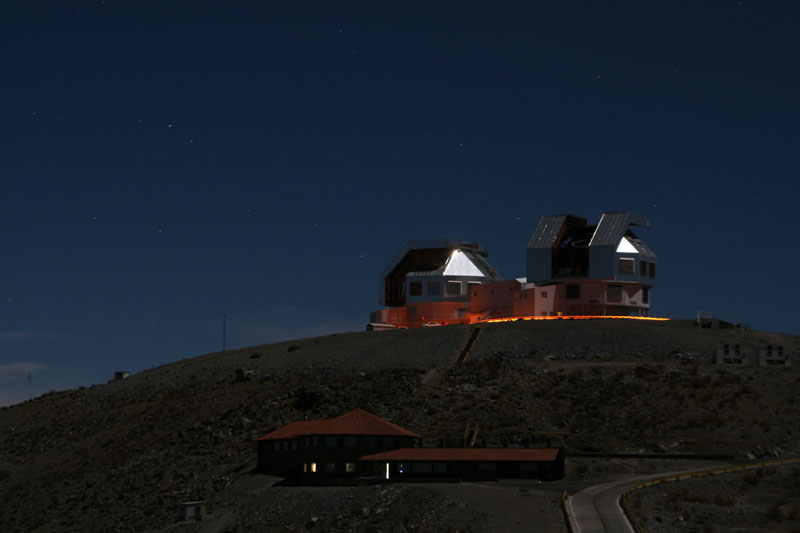
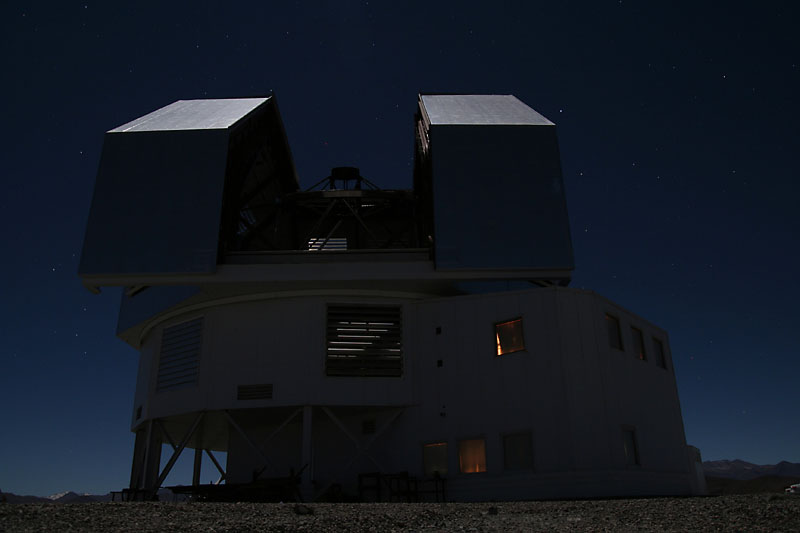
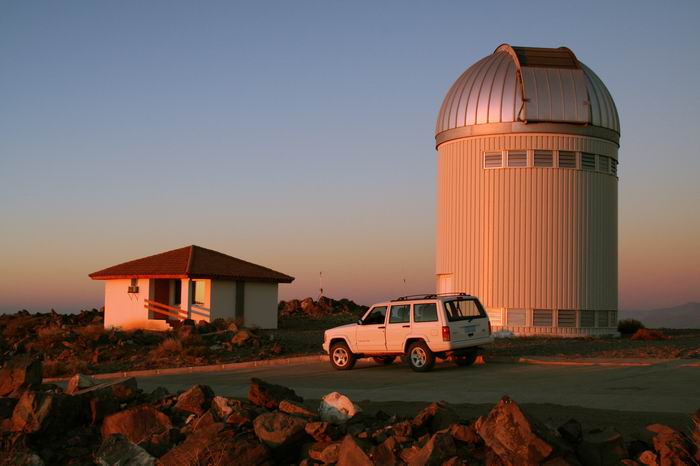
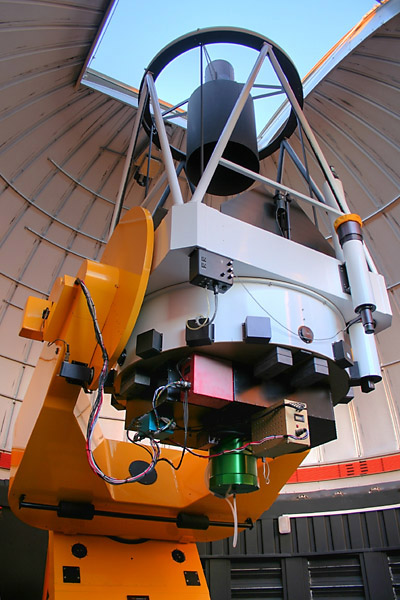